# LCN

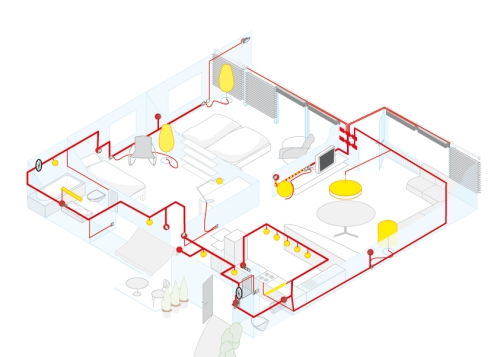
Instalacja systemu

LCN (ang. Local Control Network) – system automatyki budynków (tzw. inteligentny budynek). Powstał w Niemczech w latach 90. Działa na standardowej instalacji elektrycznej. Potrzebna jest tylko dodatkowa żyła w przewodzie, która łączy urządzenia pracujące w sieci LCN. Przesyłanie sygnału odbywa się na wyższych częstotliwościach (120 kHz). Tak zwane moduły logiczne odbierają komunikaty i przekazują do układu wykonawczego (np. zasunięcie żaluzji, zapalenie lampy, włączenie zraszacza). Dzięki temu, że działa na zwykłej linii elektrycznej, koszty inwestycji są do 50% mniejsze w porównaniu do innych systemów automatyki budynku.